# 18 Партсъезд
18 Па́ртсъезд — деревня в Омском районе Омской области, в составе Андреевского сельского поселения.
Население — 234 чел. (2010)

## География
Деревня расположена в лесостепи, в пределах Барабинской низменности, относящейся к Западно-Сибирской равнине. В окрестностях деревни распространены осиново-берёзовые колки. В окрестностях деревни распространены лугово-чернозёмные солонцеватые и солончаковые почвы и солонцы.
По автомобильным дорогам расстояние до областного центра города Омск составляет 27 км, до районного центра посёлка Ростовка 40 км, до административного центра сельского поселения села Андреевка — 12 км.

## История
Основана переселенцами из села Шиллинг в 1939 году.

## Население
| 1970 | 1979 | 1989 | 2006 | 2010 |
| ---- | ---- | ---- | ---- | ---- |
| 232  | ↘178 | ↗253 | ↗298 | ↘234 |

В 1979 году 46 % населения деревни составляли немцы.